# Jankovice (ort i Tjeckien, Zlín, lat 49,36, long 17,62)
Jankovice är en ort i Tjeckien.   Den ligger i regionen Zlín, i den östra delen av landet, 250 km öster om huvudstaden Prag. Jankovice ligger 276 meter över havet och antalet invånare är 341.
Terrängen runt Jankovice är kuperad åt sydost, men åt nordväst är den platt. Terrängen runt Jankovice sluttar västerut. Runt Jankovice är det ganska tätbefolkat, med 160 invånare per kvadratkilometer. Närmaste större samhälle är Zlín, 14,8 km söder om Jankovice. Trakten runt Jankovice består till största delen av jordbruksmark.